# Jessica Marais

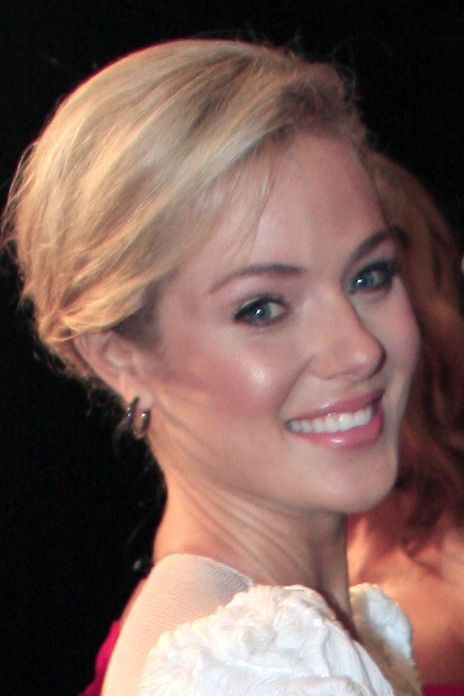
Jessica Marais (2011)

Jessica Marais (* 29. Januar 1985 in Johannesburg, Südafrika) ist eine australische Schauspielerin.

## Frühes Leben
Marais wurde in Südafrika geboren und zog zusammen mit ihrer Familie zuerst nach Kanada und Neuseeland und schließlich im Alter von neun Jahren nach Perth in Australien.
Sechs Monate später starb Marais Vater Tony, auf dem Rückweg von einem Picknick, an einem Herzinfarkt. Marais und ihre jüngere Schwester wurden danach von ihrer Mutter großgezogen. Sie besuchte ein Jahr lang das John XXIII College und wechselte dann von 1995 bis zu ihrem Abschluss 2002 zur St Hilda’s Anglican School for Girls.
Marais besuchte das National Institute of Dramatic Art (NIDA). Auftritte hatte sie dort unter anderem als Ophelia in William Shakespeares Hamlet und als Charity in Sweet Charity. Während ihres letzten Jahres am NIDA, wurde sie für die Rolle der Rachel Rafter in der Fernsehserie Die Chaosfamilie (2008–2013) besetzt.

## Karriere
Marais hatte mehrere Auftritte in Fernsehserien, wie etwa als die Mord’Sith Denna in Legend of the Seeker – Das Schwert der Wahrheit (2009–2010), als Rachel Rafter in Die Chaosfamilie (2008–2013) und als Lily Diamond in Magic City (2012–2013). Für ihren Auftritt in Die Chaosfamilie gewann sie 2009 zwei Logie Awards in den Kategorien „Most Popular New Female Talent“ und „Graham Kennedy Award for Most Outstanding New Talent“.
Filme, in denen sie spielte, sind Two Fists, One Heart (2008), Fish Lips (2010) und Needle (2010).

## Privatleben
Marais ist mit dem australischen Schauspieler James Stewart verlobt, der ebenfalls in der Serie Die Chaosfamilie spielte. Mit ihm zusammen hat sie eine Tochter.

## Filmografie (Auswahl)
- 2008: Two Fists, One Heart
- 2008–2013: Die Chaosfamilie (Packed to the Rafters, Fernsehserie, 75 Folgen)
- 2009–2010: Legend of the Seeker – Das Schwert der Wahrheit (Legend of the Seeker, Fernsehserie, vier Folgen)
- 2010: Fish Lips (Kurzfilm)
- 2010: Needle
- 2012–2013: Magic City (Fernsehserie, 16 Folgen)
- 2014–2017: Love Child (Fernsehserie, 36 Folgen)
- 2014: Carlotta (Fernsehfilm)
- 2016–2017: The Wrong Girl (Fernsehserie, 18 Folgen)
- 2020: Chasing Wonders

## Auszeichnungen und Nominierungen
- 2009: Zwei Logie Awards in den Kategorien „Most Popular New Female Talent“ und „Graham Kennedy Award for Most Outstanding New Talent“ für Die Chaosfamilie[5][6]
- 2010–2012: Drei Silver Logie-Nominierungen als „Most Popular Actress“ für Die Chaosfamilie[5]
- 2011: Gold Logie-Nominierung für Die Chaosfamilie[5]